# Half as Interesting’s Crime Spree
A Half as Interesting’s Crime Spree (röviden: Crime Spree) utazási tematikájú amerikai vetélkedősorozat, a Jet Lag: The Game pilot sorozata.

## Háttér
A Crime Spree-t a Wendover Productions alapítója és a Nebula tartalomért felelős vezetője, Sam Denby hozta létre Adam Chase és Ben Doyle írókkal. A sorozat a jelenleg is futó Jet Lag pilot sorozata. Doyle egy Redditen jegyzett kommentben azt írja, a Crime Spree kitalálását az előzte meg, hogy Denby megkérte őt és Chase-t, álljanak elő olyan Half as Interesting-tartalommal, melyet Nebula Exklúzívként tehetnének közzé. A 3 epizód kizárólagosan Nebulán érhető el.

## Formátum
Doyle és Chase összegyűjtötték az USA 34 legnevetségesebb törvényét, amelyeket Denbynek meg kellett szegnie a csapat legális szakértőjének, JT-nek a segítségével. Doyle és Chase őket üldözték egy nyomkövető segítségével. Minden egyes megszegett törvény 1 pontot ér Samnek, de valahányszor Doyle és Chase elkapja őket, 1 pontot elvesztenek. Denby és JT büdzséje 5000$, Doyle és Chase kerete mindössze 3000$. A játék nyertese az üldözők, ha Denby 3 nap alatt nem tud 8 pontot gyűjteni.

## Forgatás
A Crime Spree során még nem volt kötelező pihenőidő a két csapat számára, így a játékidő (két és fél nap) végére mind a 4 szereplő teljesen kimerült. A Jet Laggel ellentétben itt külön operatőr volt Sam mellé rendelve.

## Epizódok
|  | Alább a cselekmény részletei következnek! |

| 1. | The Chase Begins | 2022. február 16. | Link |
| Sam és JT a coloradói Denverből indulnak, Ben és Adam New Yorkból. Előbbi Los Angeles-be repült, majd Glendale-be autózott, mindkét helyen egy-egy törvényt megszegve. Ben és Adam egyenesen Los Angelesbe repült, és a burbanki reptéren elkapták Samet és JT-t. Az epizód utolsó útja a texasi El Pasóba vezetett. |                  |                   |      |
| 2. | Pressure's On    | 2022. március 2.  | Link |
| El Pasóban Sam 7 darab szexuális örömet okozó női játékszert birtokolt, ami eggyel több a Texasban megengedettnél, emellett álruhában is járt az utcán, így 3 ponttal büszkélkedhet. Ben és Adam pedig Los Angelesből Baltimoreba repült, ezzel jobb helyzetbe hozva magukat. Eközben Samék Atlantán keresztül New Yorkba repültek, itt azonban az üldözők elkapják a reptéren. Innen a városba mennek, ahol ismét törvényt szegnek, ezzel 4-re növelve pontjai számát. |                  |                   |      |
| 3. | Finale           | 2022. március 16. | Link |
| 36 óra van vissza a játékból, amikor Sam megérkezik Rhode Island államba, majd gyorsan Boston felé veszi az irányt, mindkétszer egy-egy pontot bezsebelve. Eközben Ben és Adam 20 percnyi autóútra követik folyamatosan, majd éjjel ugyanabban a bostoni hotelben száll meg a 2 csapat. Az utolsó nap reggelén Sam és JT Jacksonba próbál repülni, de JT nem várja ki a biztonsági ellenőrzéshez tartó sort, így útjuk Portlandbe vezet. Erre a járatra közel 2 órát kell várniuk, ebben az időszakban Ben és Adam könnyedén elkapta őt, majd Virginia Beach felé vették az irányt. Az üldözők csak órákkal azután jöttek rá Sam tervére, hogy landoltak, és mivel Portland környékén Sam könnyen szerezhetett 3 pontot, valamint Bennek és Adamnek lehetősége sem volt eljutni Oregonba. Azonban mielőtt Sam megszeghette volna az utolsó törvényt, JT ételmérgezést szenvedett, kórházba kellett vinni, így technikailag az üldözők nyerték a Crime Spree-t, bár Ben és Adam utólag hozzáadtak egy megszeghető törvényt a játékhoz, amiért szerintük 27 órán át éheztette beosztottját, azaz JT-t, ami az oregoni törvények értelmében illegális. |                  |                   |      |

|  | Itt a vége a cselekmény részletezésének! |